# Kulturscheune Fritzlar

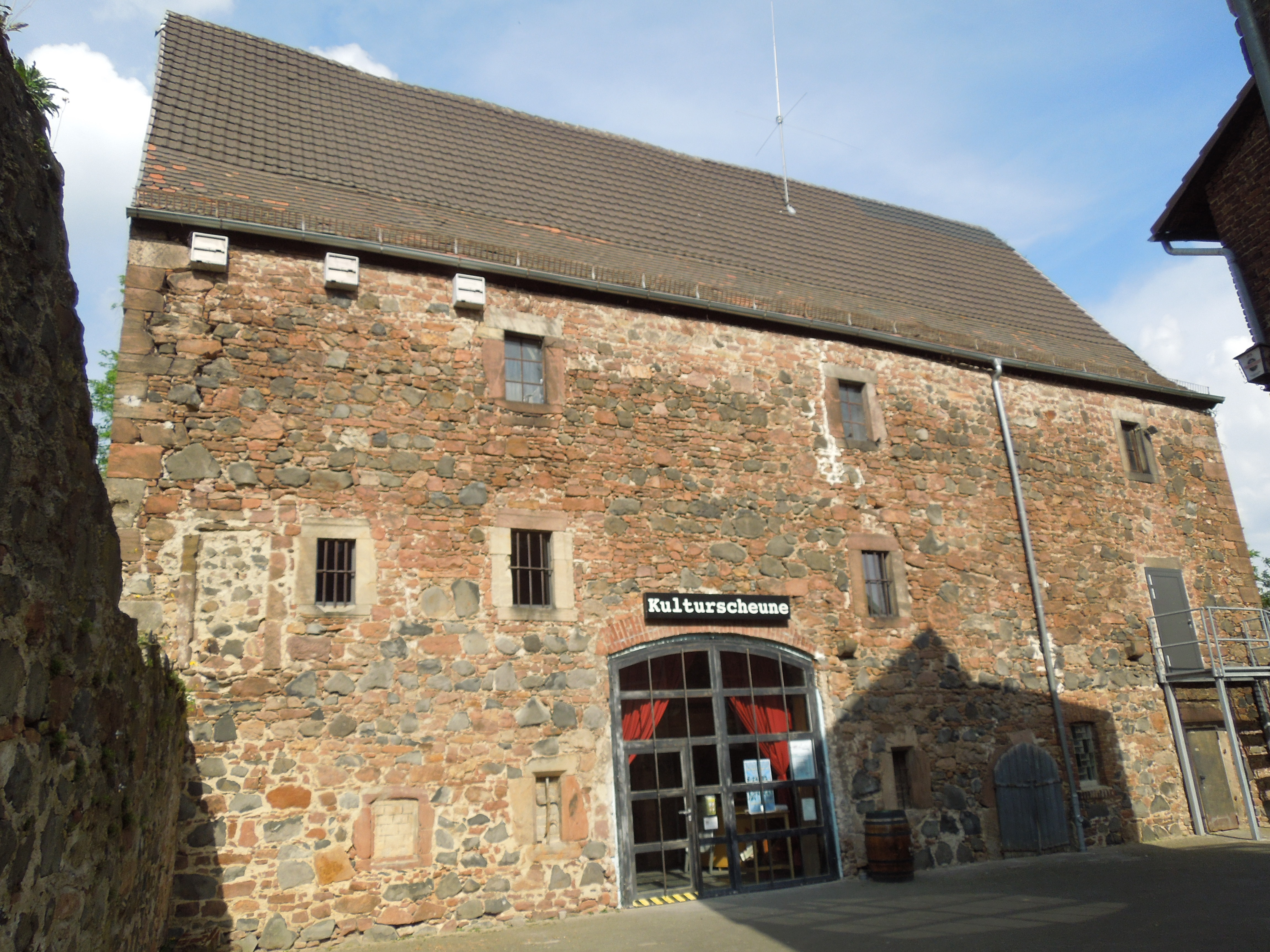
Die Kulturscheune

Die Kulturscheune Fritzlar ist ein gotischer Profanbau in der Altstadt von Fritzlar im nordhessischen Schwalm-Eder-Kreis. Das Gebäude diente ursprünglich als Zehntscheune und Lagerhaus der Fritzlarer Kommende des Deutschen Ordens. Seit 2010 wird es für kulturelle Veranstaltungen wie Ausstellungen, Konzerte, Lesungen, Theateraufführungen usw. genutzt.

## Geschichte

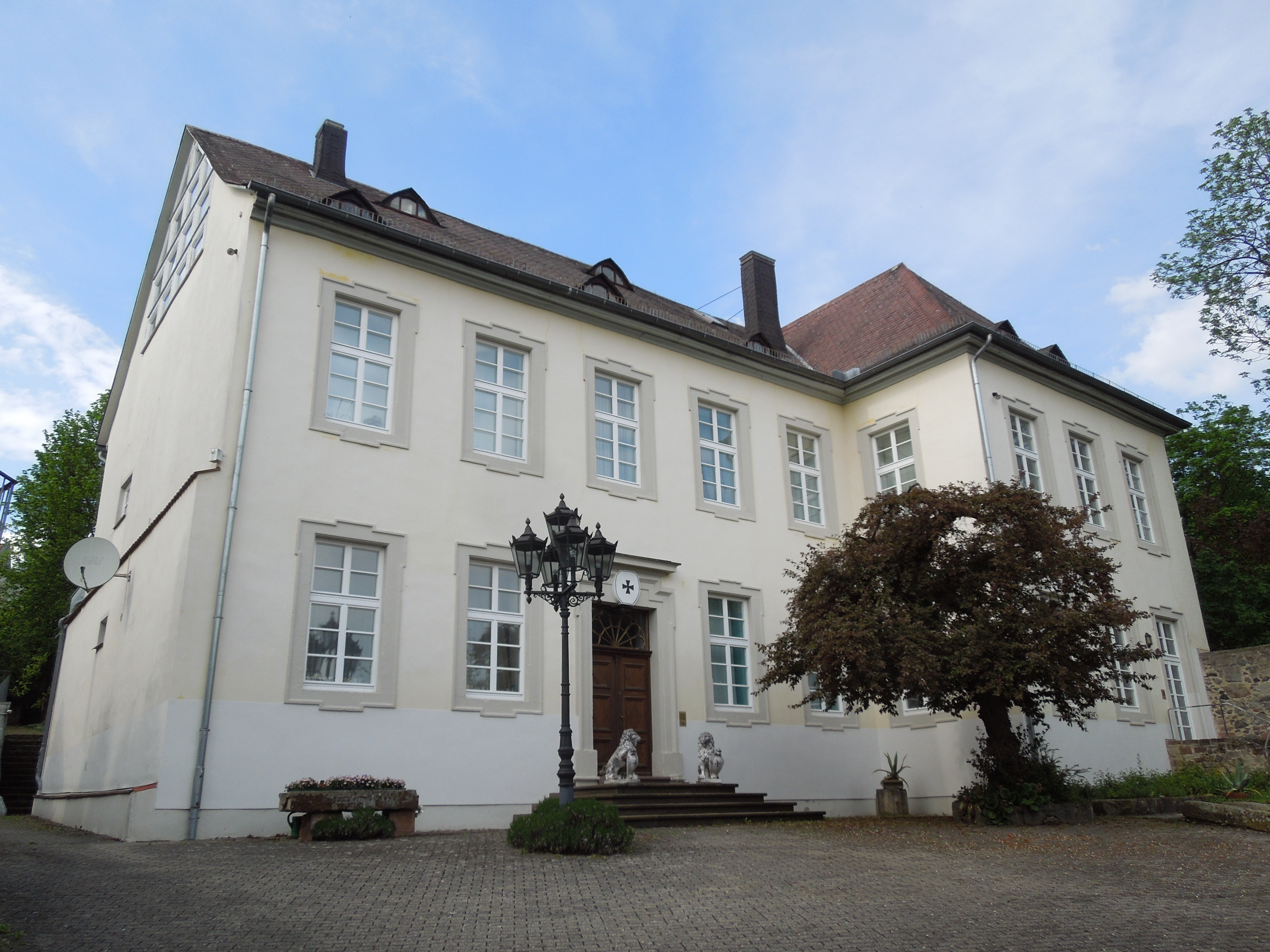
Das ehemalige Deutschordenshaus

Der Deutsche Orden hatte spätestens ab 1219 Besitz in Fritzlar, der im Laufe der Zeit beständig erweitert wurde, und verlegte 1305 seine seit 1234 im heutigen Stadtteil Obermöllrich bestehende Kommende nach Fritzlar. Dort hatte der Orden im Bereich zwischen der 1232–1237 im Osten der Stadt nach der Zerstörung von 1232 neu errichteten Stadtmauer, der Münstergasse (der heutigen Fraumünsterstraße) und der Flehmengasse im Laufe der Zeit eine Hofanlage und mehrere Gebäude erworben und darin eine Kastnerei unterhalten. Neben dem Wohnhaus, das 1717 abgebrochen und durch das noch heute stehende sogenannte Deutschordenshaus ersetzt wurde, gab es auf dem Anwesen eine große, im Jahre 1238 vom Orden erbaute Zehntscheune unmittelbar hinter der Stadtmauer und eine zweite, kleinere Scheune an der Flehmengasse. Die große Scheune, ein dreigeschossiger Bruchsteinbau von 10 × 23 m Grundfläche mit Satteldach, diente dem im Umland von Fritzlar reich begüterten Orden als Zehntscheune.
Der Orden wurde im Jahre 1809 im Bereich des kurzlebigen, von Jérôme Bonaparte regierten Königreichs Westphalen säkularisiert, und nach dem Ende des Königreichs kam der verstaatlichte Besitz des Ordens an das restituierte Kurfürstentum Hessen. Die Scheunen wurden an private Interessenten verkauft und das Wohnhaus wurde als kurfürstliches Rentamt und Forstamt genutzt.
Von etwa 1955 bis 1985 wurde die einstige Zehntscheune von einem Getränkehandel als Lagerraum und Verkaufsstelle genutzt. Um den Zugang für Lastkraftwagen zu erleichtern, wurde dabei im März 1959 das Hoftor zur Flehmengasse mit seinem gotischen Torbogen abgerissen. Ab 1985 stand die alte Scheune dann lange Jahre leer.
Die ursprüngliche Bausubstanz blieb im Wesentlichen über die Jahrhunderte hinweg erhalten, wenn auch große Teile der originalen Dacheindeckung im Laufe der Zeit ersetzt werden mussten.

## Heutige Nutzung
Nach mehr als 20 Jahren Leerstand und Vernachlässigung wurde der Bau, im Hof der Flehmengasse 13, schließlich auf Initiative einer Gruppe von Bürgern und weitgehend in Eigenleistung saniert und mit neuem Boden, Brandschutzdecke, Fluchttreppe, Toilettenanlagen, Bühne, Schallschutzfenstern, Thekenanlage und Heizung ausgestattet. Die Hausbeleuchtung ist in energiesparender LED-Technik ausgeführt, lediglich das Bühnenlicht wurde aus ästhetischen Gründen konventionell geplant. Licht-, Ton- und Bildtechnik sind auf dem neuesten Stand, und ein großer Bildschirm versorgt die Zuschauer im hinteren Teil des Raums mit Live-Bildern von der Bühne.
Die nun „Kulturscheune Fritzlar“ genannte Einrichtung, mit einem kleinen Art-Café, wird von dem 2010 gegründeten Verein Kulturscheune Fritzlar e.V. betrieben und ist seit 2010 Veranstaltungsort für Ausstellungen, Konzerte, Lesungen, Theateraufführungen usw.
Koordinaten: 51° 7′ 52,1″ N, 9° 16′ 42,1″ O